# Grammodes draouia
Grammodes draouia är en fjärilsart som beskrevs av Powell och Charles E. Rungs 1943. Grammodes draouia ingår i släktet Grammodes och familjen nattflyn. Inga underarter finns listade i Catalogue of Life.